# Urheiluseura Makkabi
L'Urheiluseura Makkabi, conosciuta anche come Makkabi Helsinki o Makkabi Finland, è società polisportiva finlandese, con sede a Helsinki. È l'unica società ebraica esistente ad aver operato continuamente dalla fondazione. La società conta circa 250 membri.

## Storia

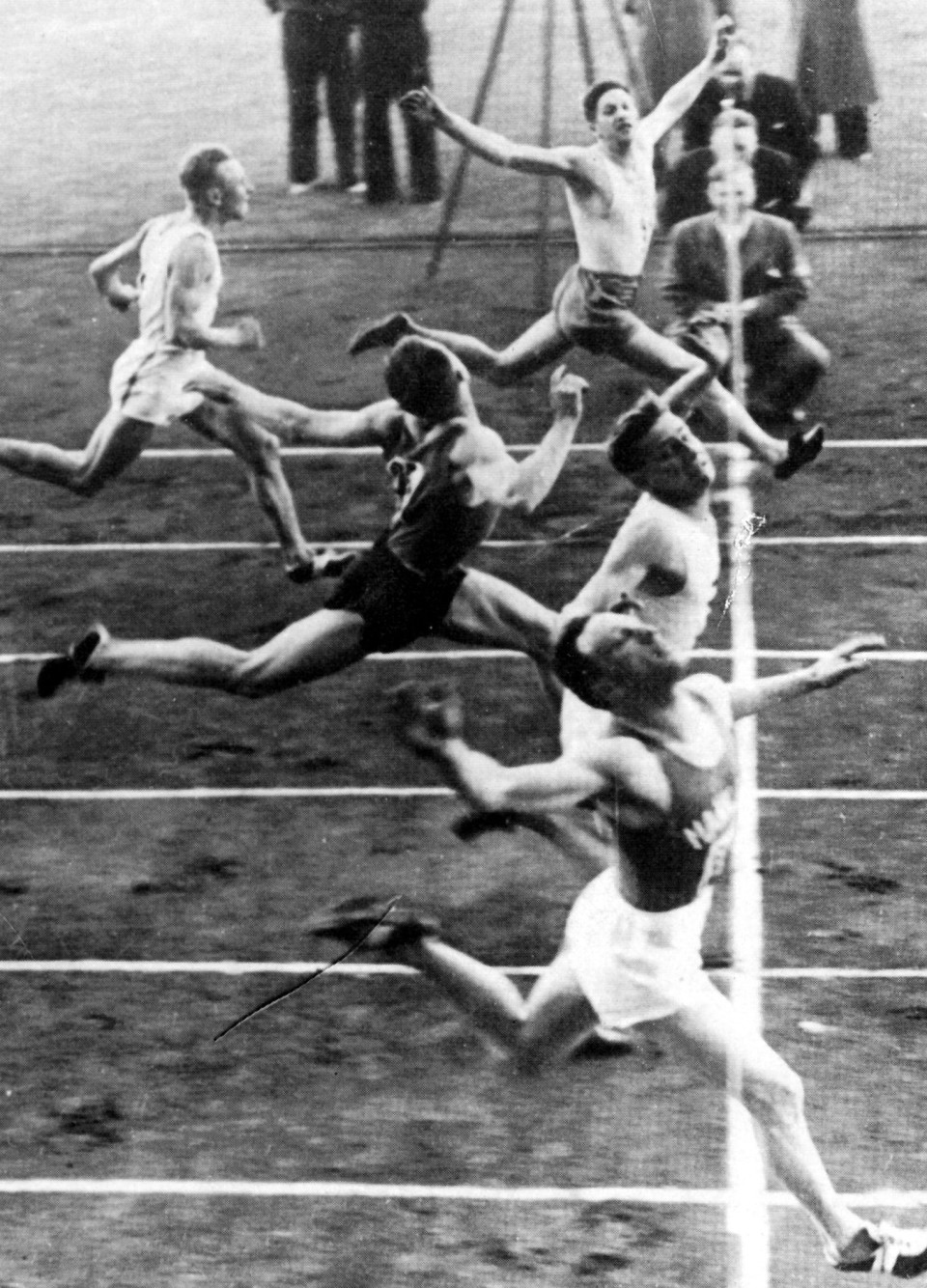
Tokazier, nella foto quello più in basso, al traguardo nella gara che lo vide penalizzato nel 1938.

La società venne fondata nel 1906 dalla locale comunità ebraica a Helsinki, città dell'allora Granducato di Finlandia, parte dell'Impero russo, con il nome di Stjärnan, stella in svedese. La società venne fondata seguendo il concetto sionista, sviluppato da Max Nordau, del Muskeljudentum, traducibile in italiano giudaismo muscolare o ebraismo muscolare, nel quale, facendo riferimento a figure storiche come Simon Bar Kokheba, gli Asmonei ed i Maccabei, si evidenziava l'esigenza di ribaltare questo pregiudizio spingendo le genti ebraiche a dedicarsi attivamente all'attività sportiva, rifacendosi in qualche modo alla locuzione latina Mens sana in corpore sano di Giovenale.
Nel 1924 Elias Katz, tesserato dello Stjärnan, vinse l'oro nei 3000 metri piani a squadre ai Giochi della VIII Olimpiade di Parigi.
Nel 1930 la sezione calcio partecipò al massimo campionato finlandese.
Nel 1932 la società assunse il nome corrente.
Nel 1938 il socio del Makkabi Abraham Tokazier si vide togliere la vittoria nei 100 metri piani durante i Campionati finlandesi assoluti di atletica leggera a causa del vigente antisemitismo e della presenza di alcuni delegati della Germania nazista.

## Sezione calcio
La sezione calcio dello Stjärnan partecipò nel 1930 alla prima edizione del campionato finlandese di calcio a girone unico, la Mestaruussarja 1930. Lo Stjärnan nell'intero campionato ottenne solo due pareggi, chiudendo il campionato al settimo e penultimo posto, retrocedendo così nelle serie inferiori, non riuscendo più a competere ad alti livelli.